# بيل ميلر
بيل ميلر (بالإنجليزية: Bill Miller)‏ (1 يناير 1890 ألنويك المملكة المتحدة - ) هو لاعب كرة قدم بريطاني.